# Värmlands tingsrätt
Värmlands tingsrätt är en tingsrätt i Sverige som har sitt kansli i Karlstads rådhus. Domkretsen omfattar alla kommuner i Värmlands län. Tingsrätten med dess domkrets ingår i domkretsen för Hovrätten för Västra Sverige. 

## Verksamhet
Tingsrätten har cirka 60 anställda fördelat på lagfarna domare, notarier, domstolshandläggare och administrativ personal. Vid tingsrätten finns även 120 nämndemän utsedda av kommunfullmäktige.

## Administrativ historik
Tingsrätten med dess domkrets bildades 7 februari 2005 genom en sammanslagning av Karlstads tingsrätt, Kristinehamns tingsrätt, Arvika tingsrätt och Sunne tingsrätt och deras domsagor, vilka utgjorde alla kommuner i Värmlands län. Inledningsmässigt hade tingsrätten kanslier i Karlstad, Kristinehamn, Arvika och Sunne.
Sedan 2007 är verksamheten förlagd till Karlstads rådhus.

## Lagmän
- 2005–2007: Göran Svensson
- 2007–2010: Johan Kvart
- 2011–2017: Lars Bjurstam
- 2017–2023: Lars Holmgård
- 2023–: Anders Domert